# 3 (The Purple Album)
3 (The Purple Album) es el tercer álbum de estudio del grupo musical danés Lukas Graham, publicado el 26 de octubre de 2015 inicialmente por el sello discográfico Copenhagen Records, y posteriormente por Warner Records. Contiene los sencillos "Love Someone" y "Not a Damn Thing Changed".

## Lista de canciones
| N.º | Título                                      | Duración |  |
| 1.  | «Not a Damn Thing Changed»                  | 3:13     |  |
| 2.  | «Lullaby»                                   | 3:11     |  |
| 3.  | «You're Not the Only One (Redemption Song)» | 3:03     |  |
| 4.  | «Love Someone»                              | 3:25     |  |
| 5.  | «Promise»                                   | 3:14     |  |
| 6.  | «Stick Around»                              | 3:12     |  |
| 7.  | «Unhappy»                                   | 3:16     |  |
| 8.  | «Everything That Isn't Me»                  | 3:17     |  |
| 9.  | «Hold My Hand»                              | 3:47     |  |
| 10. | «Say Yes (Church Ballad)»                   | 3:33     |  |